# チャールズ・シメオン

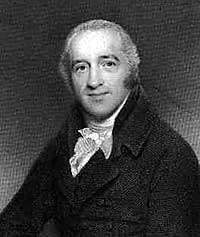
チャールズ・シメオン

チャールズ・シメオン（英: Charles Simeon, 1759年9月24日 - 1836年11月13日）は、イギリスのキリスト教の牧師。「彼はおそらく英国国教会に輝きを与えた最も偉大な教区牧師であったろう」。

## 経歴

### 初期
イギリス南部のレディング市出身。

### シメオンの回心と牧師招聘
シメオンはイートン・カレッジ（高校）を卒業し、ケンブリッジ大学に入学した。20歳だったシメオンは非常に高慢で、服装にこだわった。趣味は乗馬、ダンス、飲酒だったが、キリスト教には無関心だったという。しかし、ケンブリッジ大を卒業するためには、聖餐式に3回出席しなければならないという規則があることを知らされたとき、シメオンの反応は次のようだった。
「何だって？ 私は言った。私が聖餐式に出なきゃならないだって？ それを知らされたとき、すぐ頭に浮かんだことは、私が聖餐式に出るくらいなら、サタンだって、同じくらいそれにふさわしいだろう、ということと、もし出なきゃならないなら、そのための準備が必要だ、ということだった。時を移さずして私は早速、耳にしたことのある唯一の宗教書…を買い求め、非常に熱心に読み始めた。あまりに真剣に読み、断食し、祈ったため、3週間も経たないうちに、私はすっかり体調を崩してしまった。…そのときの苦悩は約3か月続いたが、実のところ、私の罪は頭の髪の毛よりも、海辺の砂よりも多かったため、本当は何年も苦しんで然るべきだったのだ。しかし、終わりのない底なしの自責の念が、ついには私に微笑みかけ、彼が私を受け入れて下さるという希望を与え始めた。…イースターの週、私は聖餐式についての本を読んでいたが、その時、ユダヤ人達はいけにえの動物の頭に手を置き自分の罪をそれらに移した時、それが一体どういうことなのかを知っていた、というくだりを読んだ。そのとたん、ある考えが頭にひらめいた。私は私のすべての罪を何に移せば良いのだろう？ 私が、その頭に手を置き、自分の罪を移すことのできるいけにえを、神は備えてくれているのだろうか？ もしそれが神の御心だとしたら、私の魂は、これ以上一瞬たりとも罪を負い続けることはないのだ。かくして、私はイエスの聖なる頭の上に私の罪を置くことを求め、憐みを受ける希望を持ち始めた。それは水曜日のことだった。木曜日、その希望は増し加わり、金曜日と土曜日にさらに強くなった。そして日曜日の朝早く、私は心と唇でこう告げながら目を覚ました。イエス・キリストは今日よみがえられた！ ハレルヤ！ ハレルヤ！ そのときから、私の魂の中に豊かな平安があふれ、聖堂の主の食卓についたとき、私は、私の祝福された救い主を通して、神と最も親しい交わりを持ったのだった。」

シメオンは、その回心から3年間、他のクリスチャンと会わなかった。メソジストのリバイバルの影響はまだ強かったが、大学などの権力社会に福音派のキリスト者は少なかった。シメオンがケンブリッジ大に入学する数年前には、オックスフォード大学の学生が日曜日に祈りと交わりの会を始めたという理由で退学になっている。シメオンは新聞に以下のような投稿文を載せようと考えるほど、すっかり途方に暮れてしまっていたようだ。
「自分がどうしようもない罪人だと感じ、主イエス・キリストのみに救いを求め、その救い主を人々に伝えるためにのみ生きたいと願っている若い牧師がいます。彼は、その点で自分と同じ意見と熱意を抱く人々がこの世には他にもいるはずだと考えずにはおれないのです。そのような人を一人も見つけられずに3年が経っていましたが、もし、そのような牧師がいたならば、彼は喜んでその副牧師となり、無報酬でその人に仕えることでしょう。」
1782年、シメオンはケンブリッジ市の中心部にあるホーリー・トリニティ教会の牧師になった。その教会は大学にも、市民にも福音を伝える格好の拠点である。シメオンは学生時代、よくその会堂の前を通り、こう考えていたのだという。
「もし神様が私にあの教会を与えて下さったなら、どんなに嬉しいことだろう。あの教会で福音説教を語り、大学でも神様のみことばを伝える者となることができる。」

## 教会員および大学からの長期にわたる反発
シメオンは主教の権限により招聘されたが、教会員は彼に反発を示した。教会員は自分たちを楽しませてくれる牧師を求めていたのだ。そのため、福音を語るシメオンが牧師になると、教会員たちは会堂のすべての座席に施錠をした。当時、教会の座席は、それぞれ個人の所有となっており、所有者が来ない時には、他の人が座らないよう鍵を掛ける習慣があったのだ。シメオンは新しい座席を作り、通路に椅子を並べたが、役員がそれらを外に投げ捨ててしまった。日曜日は午後にも講演があったが、教会員は別の人を講師として招いた。シメオンは夕拝を始めようとしたが、役員によって、会堂のドアに鍵が掛けられてしまう。そのような反対運動は12年も続いた。しかし1794年にシメオンはようやく午後の講演を許されるようになる。座席を閉鎖したり、教会の扉に鍵を掛けるのは違法だったが、シメオンは法に訴えようとせず、福音を宣べ伝え、祈り、市街で活動することによって、抵抗に打ち勝ったのだ。最初の頃には、教会員のみならず、学生たちも、邪魔をするためだけに礼拝に出席していた。会堂の窓にはレンガが投げられ、シメオン自身、卵を投げつけられたこともあった。大学の教師たちはシメオンを避け、また学生たちがシメオンの講義に出席できないよう、必修科目の講義を同じ時間に行った。シメオンの主のための働きは、そのような困難の中でなされていったのだ。しかし、53年間の忠実な働きを通して、シメオンは大学の人々と市民の心を掴んでいった。彼の葬列は、（ナポレオン・ボナパルトに勝ち、首相になった）イギリスの英雄ウェリントン公爵アーサー・ウェルズリーのそれよりも長かったという。

## 牧師としての原則と足跡

### イエス・キリストとの親しい交わりを常に願い求めていた
シメオンの性格は高慢で、短気だった。若いころ、年配の牧師宅を訪問した後に、その牧師の娘たちがシメオンの高慢さについて話したという一幕がある。牧師が、庭に行って桃を採って来るように娘達に言ったところ、娘たちは、まだ春だからもう少し待たなければ、と答えた。すると父は、「シメオン先生もそうだ。もう少し雨が降って、日に照らされたら、桃が甘くおいしくなるのと同じように、シメオン先生が成熟するのにも、もう少し時間がかかるのだよ」と言った。その後、シメオンは強い自制心をもって祈り、聖書を朗読し、罪と戦うことによって、敬虔な人となっていった。
彼は毎朝4時に起床し、8時までディヴォーション、その後、使用人との「家庭礼拝」の時をもった。しかし、その習慣は容易なものではなかった。それで寝坊した時には、自分への罰として女中にお金を渡すと決めた。ただある朝、暖かく心地よいベッドの中で、その女中は貧しいからお金をあげるのは親切なことだと考えて、寝続けてしまった。それで、以後そのように寝坊を正当化しないよう、金貨を川に投げ込むことを罰にすると決めた。一回しかやっていないという。
彼は、神様との交わりの大切さを神学生たちに次のように強調していた。
『神の御前で、自分の魂全体の状態がどうであるか、それがまず最初に考える点でなければならない。なぜなら、もし君たち自身の心が真に霊的な状態にあり、他の人々に語る、あるいは読む真理の上に、君たち自身が実際に立って生きているのでないなら、君たちの務めはほとんど果たされずに終わってしまうからだ。』」

また彼は、自分の罪の重さを感じようとしていた。
「神による究極的な受容という素晴らしい希望を抱きつつ、私は常に人々の前で陽気に振る舞えることを楽しんでいた。しかし同時に私は絶えず、神の御前でのへりくだりを最も深いところまで掘り下げようと苦心していた。神が私を赦して下さったという状況が、私が自分自身を赦さねばならない理由になるとは、決して思わなかったのだ。むしろ、神が私への怒りを鎮められたという確信が強まれば強まるほど、その分、自分自身をより嫌悪すべきだと思っていた(エゼキエル16:63)… この40年間、私がずっと見たいと願っていたものが、ただ2つある。1つは私自身の卑劣さであり、もう1つは、イエス・キリストの御顔に輝く神の栄光である。そして私は常に、それらは一緒に見られるべきものであると考えてきた。ちょうどアロンが全イスラエルのすべての罪を告白しながら、それらをいけにえのやぎの頭に置いたようにである。＊病は人が治療を受けるのを妨げず、治療は人が病を自覚するのを妨げなかった。よって私は、ただへりくだり感謝する者となるのではなく、わが神、救い主の御前に絶えず、感謝の中でへりくだる者となることを求めているのだ。」
罪の意識から神に対する感謝と喜びが生まれた。ある友人がシメオンを訪問した時の状況が、次のように記録されている：
友人が「見ると、シメオンは神の御子についての黙想に没頭し、自分の魂に対する御子の憐れみの現れに圧倒されていた。そのあまり彼は、神の御子という生命あふれるテーマに心が満ち満ちて、一言も発することができずにいたが、しばらくして、ついに大声で力強く叫んだ。『栄光！ 栄光！ 栄光！』と。」

### 講解説教に専念していた
シメオンは講解説教を普及させた人物だと言われている。彼のライフ・ワークは21巻に及ぶHorae Homileticaeであるが、その中の2536の説教概略が出版されている。
彼は説教することに困難を感じていた。一つの説教を完成するのに少なくても12時間はかけたそうだ。
当時、説教の多くが、会衆を楽しませるためのものか、神学的な論文のようなものだった。しかし、シメオンは、説教の中心的教えと内容のみならず、説教の構成とスタイルまでもが聖書箇所の内容によって決められると主張した。ちなみに彼は次世代の説教者たちに、説教の仕方と、説教には準備の仕方があるということを教えた。
「私が努めていることは、聖書の中から、そこにあるものを引き出すことであり、私がそこにあるだろうと思うものを割り込ませることではありません。そのことについて、私は細心の注意を払っているのです。自分の解き明かす聖句の中にあると信じる聖霊の御思い以外のことは、決して何も語らないようにと。」
神学生へのアドバイスとして：
「（説教者は）聖書箇所そのものが語るように語らなければならない。 例えば、今日は情熱的に、明日は説得するように、というふうに。説教者は、準備の段階で聖書箇所を自らの中に取り込み、講壇で、その聖書箇所ならではの説教をすべきである。」. 
ただし、神学的に聖書箇所に忠実なだけでは足りない。分かりやすさも必要不可欠である。
「一貫した主旨、明解な構成、平易な言葉遣い」.
A 一貫した主旨
準備する時、考えなければならないこと：
「その聖書箇所の中心的な考えと意味は何か…それを確認し、それをまったく反映しない事柄は、説教のどの部分にも入れてはなりません。」 .
B 明解な構成
2つないし3つのポイントから成る説教が普通である。それらのポイントはどれも、中心的な教えを支えるものでなければならない。
シメオンはある清教徒の説教の中に「第65番目に…」という文を読んで、「いったい誰がその前の64のポイントを覚えられるのか」と苛立ったそうだ。
C 平易な言葉遣い
当時の説教の多くは、牧師の知識をひけらかす機会とされていた。
シメオンは「説教者が語れることではなく、聞き手が理解できることを説きなさい」と勧めている。
「（シメオンは）難しいことをいかに易しく語るかに心をくだいていた」と副牧師が言っている。
- シメオンは彼のすべての説教に共通する3つの目的を説明している。それは「罪人をへりくだらせ、救い主を崇め、聖化を進めることである[17]。」

- シメオンの模範に端を発した現存の団体。
  - 米国 - 「Charles Simeon Trust」、「Simeon Course on Biblical Exposition」
  - 英国 - The Proclamation Trust

### 次世代の働き人の訓練
シメオンは1790年から、牧師を目指す学生達向けに説教のクラスを行っていた。
- Claude師の「説教の作成についての随筆」に基づいて講義をした。
- 学生に説教してもらい、フィードバックをした。

シメオンもフィードバックを求めた。若いシメオンが先輩からフィードバックを受けた時の回想：
「私達が家に着いた時、Alfred Riland は、私の説教を褒める言葉を一言も言わなかった。逆に彼は、類語を重複して使っていた、十分な適用が含まれていなかったとして、説教の反省点を指摘してくれた。何という祝福だろう。そのような忠実な友がいることは、計り知れない祝福である。サタンなら喜んで私の良い点を列挙しようとするだろう。しかし、良い点には目を向けないようにさせ、欠点を示してくれるのは、忠実な友だけである。私達の恐ろしい背信は、そもそも自分が神になろうとするところにあるのではないだろうか。ゆえに、最も私達を利己主義、自己満足、自己依存…等から引っ張り出してくれる者こそ、最も貴重な友なのである。」」
金曜日の歓談会 （英語：Conversation Parties）
- 60-80名の学生がシメオンの部屋に集い、シメオンに質問をした。
- 1812年からシメオンは、牧師志望か否かを問わず、学生達を歓談会に招待した。そのように彼は13～14代に亘る大学生達に訓練を与えたと考えられている。シメオンの指導を受けた約千人の中には、牧師や宣教師はもちろん、弁護士、公務員などといった有力者になった者達が少なからずいた。彼らの活動を通してシメオンの影響は大英帝国に亘っていった。
- UCCF(IVF)の父と言われるまで。

牧師の集会を熱心に計画した。自分の信仰生活における最初の孤独な経験のためだろうか、シメオンは牧師の集会を熱心に計画した。励まし合うため、また福音的な考えを保つために牧師会の設立も促した。また牧師夫人の大切さを認め、キングス・カレッジにおける牧師リトリートに牧師夫人達を招待した。

### 世界宣教
海外伝道の事業を助け、1799年にアフリカ大陸と東洋などの宣教のためのChurch Missionary Society(イギリス教会宣教会)の設立に際し、主唱者の一人となった。ヘンリー・マーチンはシメオンの副牧師として勤めた後イランに派遣された。シメオンは英国聖書協力会の設立にも参与した。1827年にシメオンの弟子がケンブリッジの貧民街で日曜学校を始めた。
シメオンは様々な貧民救済の働きに関わった。